# Ein Fest für Beyhan
Ein Fest für Beyhan ist ein deutscher Kurzfilm  der deutsch-kurdischen Filmemacherin Ayşe Polat  aus dem Jahr 1994.
Der Film entstand mit Unterstützung der Filmbüros Hamburg und Niedersachsen, wurde mehrfach ausgezeichnet und lief u. a. in der Retrospektive der 69. Internationalen Filmfestspiele Berlin, die das Filmschaffen von deutschen Regisseurinnen in der Zeit von 1968 bis 1999 zum Thema machte.

## Inhalt
Auf der Suche nach Neuem hat die 19-jährige Türkin Beyhan ihr Zuhause verlassen. Doch ihre Reise führt in die immergleiche Landschaft, die sie kennt, und die Menschen sprechen von Erfahrungen, die sie als Kind schon gemacht hat. Ihre Reiseerlebnisse verschwimmen mit ihren Träumen und Erinnerungen. Als sie zurückkehrt, gescheitert, begegnet sie einem japanischen Dichter, der sie auffordert ihn zu begleiten, zu einem Fest für Beyhan.

## Rezeption
Im 2017 erschienenen Nachschlagewerk von Ömer Alkın Deutsch-Türkische Filmkultur im Migrationskontext ist zu lesen:
„Der Kurzfilm Ein Fest für Beyhan, (…) umkreist die vermeintliche Dilemmata der Migration – oft als Zerissenheit und Identitätskonflikt beschrieben – und liest sie neu.“ Weiter heißt es: „Die realen Orte der Migration werden unwichtig, eine elliptische Erzählweise treibt den Film vorwärts (…) Das Motiv des Kreises, die Reise ohne Anfang und Ende mündet schließlich in die Begegnung mit einem Reisenden im Zug.“
Der Tagesspiegel schreibt über den Film: „Die andauernde Aufbruchsbewegung ihrer Figur Beyhan, die mit Wanderschuhen und Rucksack weite atmende Landschaften, Wälder, Äcker und Bahnhöfe durchmisst, spannt eine große transnationale Bewegung auf, die von der stoischen Selbstbehauptung der Heldin getragen wird.“
Zur Teilnahme an der Retrospektive weiblicher Filmemacherinnen in der Zeit von 1968 bis 1999 im Rahmen der 69. Internationalen Filmfestspielen Berlin kritisiert die taz: „Eine noch größere Schwachstelle ist, dass die weibliche Filmgeschichte in der Retrospektive ziemlich weiß ausfällt. Einzig ‚Ein Fest für Beyhan‘ von Ayşe Polat und Serap Berrakkarasus ‚Töchter zweier Welten‘ markieren, dass es auch nichtweiße Regisseurinnen in Deutschland gibt (…)“

## Auszeichnungen
- WDR-Förderpreis in Münster 1994
- 1. Preis auf dem Interfilmfestival in Nürnberg, 1994